# Папужник тиморський
Папу́жник тиморський (Erythrura tricolor) — вид горобцеподібних птахів родини астрильдових (Estrildidae). Мешкає в Індонезії і Східному Тиморі.

## Опис
Довжина птаха становить 9-10 см, вага 11 г. У самців голова, шия і нижня частина тіла кобальтово-сині, верхня частина тіла зелена, налхвістя, верхні покривні пера хвоста і стернові пера біля основи яскраво-червоні, решта хвоста коричнева. Покривні пера крил мають жовто-зелені краї, махові пера темно-коричневі. Дзьоб короткий, конічної форми, сізий або чорний, очі темно-карі, лапи рожеві. Самиці мають помітно світліше забарвлення, обличчя, горло і груди у них бірюзові. У молодих птахів верхня частина тіла переважно тьмяно-зелена, а нижня частина тіла переважно коричнювато-зелена.

## Поширення і екологія
Тиморські папужники мешкають на островах Тимор, Ветар, Романґ, Дамар, Моа, Бабар і Танімбар. Вони живуть в сухих тропічних лісах і чагарникових заростях, на узліссях евкаліптових лісів, в пальмових гаях, на висоті до 1400 м над рівнем моря. Живляться насінням трав'янистих рослин і плодами, іноді також дрібними комахами. Гніздо кулеподібне з бічним входом. В кладці від 4 до 6 яєць, інкубаційний період триває 14-16 днів.